# Fertőszentmiklós
Fertőszentmiklós est une ville et une commune du comitat de Győr-Moson-Sopron en Hongrie.

## Jumelages
- Pleidelsheim (Allemagne) depuis 1994
- Leopoldov (Slovaquie) depuis 2003

## Honneur
L'astéroïde (157020) Fertőszentmiklós porte le nom de la ville, lieu de naissance de Brigitta Sipőcz, co-découvreuse de l'astéroïde avec Krisztián Sárneczky.